# Michael Herr
Michael Herr, född 13 april 1940 i Syracuse i New York, död 23 juni 2016 i New York, var en amerikansk journalist, skribent och manusförfattare. 
Han är mest känd för sin bok Rapporter (1977) som handlar om hans upplevelser som tidningen Esquires korrespondent under Vietnamkriget, där han bland annat täckte Têt-offensiven och belägringen av Khe Sanh. Boken hyllades av kritiker. Författaren John le Carré sade att det var "den bästa bok jag någonsin har läst om män och krig i vår tid".
Herr skrev senare tillsammans med sin vän Stanley Kubrick manuset till Full Metal Jacket, och bidrog även till skrivandet av Apocalypse.